# Kyrkskolan
Kyrkskolan är ett av Sveriges vanligaste skolnamn. De första skolorna anlades i allmänhet i anslutning till kyrkan, och ett flertal sockenskolor tillkom redan på 1600-talet. I samband med folkskolestadgan fick de flesta av Sveriges omkring 2.600 socknar en kyrkskola. Namnen uppkom dock oftast något senare, då nya byskolor tillkom ute i byarna, och skolan vid kyrkan behövdes skiljas från de övriga byskolorna.
Idag finns skolor som fortfarande använder namnet kyrkskolan och bland dessas kan nämnas Bromma kyrkskola, Kyrkskolan i Gagnef och Kyrkskolan i Huddinge.